# Юлиан (Гбур)
Юлиан Иосифович Гбур (укр. Юліян Йосипович Ґбур; 14 ноября 1942, Бжежава, Польша — 24 марта 2011, Львов, Украина) — грекокатолический епископ, епископ стрыйский Украинской грекокатолической церкви с 21 июля 2000 года по 24 марта 2011 год, член монашеской конгрегации вербистов.

## Биография
Юлиан Гбур родился 14 ноября 1942 года в селе Бжежава (сегодня — Подкарпатское воеводство, Польша) в семье лемков. В 1947 году семья Юлиана Гбура была переселена в ходе операции «Висла» в западные области Польши, ранее принадлежавшие Германии. Среднее образование получил в начальной семинарии вербистов в городе Ныса. С 1964 по 1965 год проходил срочную военную службу в вооружённых силах Польши. После службы в армии изучал богословие в Высшей духовной миссионерской семинарии вербистов в городе Пененжно.
21 июня 1970 года был рукоположён в священника кардиналом Адамом Козловецким.
30 марта 1994 года Римский папа Иоанн Павел II назначил Юлиана Гбура титулярным епископом Бареты и вспомогательным епископом львовской архиепархии. 7 июля 1994 года в соборе святого Юра состоялось рукоположение Юлиана Гбура в епископа, которое совершил кардинал Мирослав Любачивский в сослужении с архиепископом перемышльско-варшавским Иваном Мартыняком и епископом Филемоном Курчабой.
21 июля 2000 года был назначен епископом стрыйским.
Скончался 24 марта 2011 года во Львове.